# Vélo Club SOVAC/Saison 2013
Dieser Artikel listet Erfolge und Fahrer des Radsportteams Vélo Club SOVAC in der Saison 2013 auf.

## Erfolge in der UCI Africa Tour
| Datum        | Rennen                                            | Kat. | Sieger          |
| ------------ | ------------------------------------------------- | ---- | --------------- |
| 23. März     | 3. Etappe Tour de Blida                           | 2.2  | Hichem Chaabane |
| 21.–23. März | Gesamtwertung Tour de Blida                       | 2.2  | Hichem Chaabane |
| 13. Juni     | Algerische Meisterschaft – Einzelzeitfahren       | CN   | Adel Barbari    |
| 13. Juni     | Algerische Meisterschaft – Einzelzeitfahren (U23) | CN   | Adel Barbari    |
| 14. Juni     | Algerische Meisterschaft – Straßenrennen          | CN   | Hichem Chaabane |
| 14. Juni     | Algerische Meisterschaft – Straßenrennen (U23)    | CN   | Mouadh Bettira  |

## Zugänge – Abgänge
| Zugänge           | Team 2012            | Abgänge              | Team 2013                            |
| ----------------- | -------------------- | -------------------- | ------------------------------------ |
| Nabil Baz         | Geofco-Ville d’Alger | Abderrahman Bourezza | Groupement Sportif Pétrolier Algérie |
| Mouadh Bettira    | Geofco-Ville d’Alger | Mohamed Hamza        | Groupement Sportif Pétrolier Algérie |
| Hassen Ben Nasser | Neoprofi             | Bilel Amari          | Unbekannt                            |
| Nadir Benrais     | Neoprofi             | Bilal Saada          | Unbekannt                            |
| Mustapha Droueche | Neoprofi             |                      |                                      |
| Mouhssine Lahsaïn | Neoprofi             |                      |                                      |

## Mannschaft
| Name               | Geburtstag        | Nationalität |
| ------------------ | ----------------- | ------------ |
| Adel Barbari       | 27. Mai 1993      | Algerien     |
| Nabil Baz          | 6. Juni 1987      | Algerien     |
| Hassen Ben Nasser  | 16. Dezember 1986 | Tunesien     |
| Nadir Benrais      | 9. September 1994 | Algerien     |
| Mouadh Bettira     | 6. Juni 1992      | Algerien     |
| Hichem Chaabane    | 10. August 1988   | Algerien     |
| Redouane Chabaane  | 18. Dezember 1986 | Algerien     |
| Abdesslam Dahmane  | 31. Juli 1992     | Algerien     |
| Mustapha Droueche  | 28. Januar 1994   | Algerien     |
| Karim Hadjbouzit   | 10. Februar 1991  | Algerien     |
| Abderrahmane Hamza | 19. Februar 1992  | Algerien     |
| Fayçal Hamza       | 6. September 1992 | Algerien     |
| Mouhssine Lahsaïn  | 23. August 1985   | Marokko      |
| Hamza Merdj        | 16. Oktober 1993  | Algerien     |